# 최영주 (수학자)
최영주(崔暎周, 1959년~)는 대한민국의 수학자이다.

## 학력 및 생애
1982년 이화여자대학교를 졸업하고 1986년 미국 템플 대학교에서 마빈 놉의 지도 아래 이학 박사를 취득하였다. 이후 오하이오 주립 대학교 및 메릴랜드 대학교에서 연구원을 한 뒤 콜로라도 대학교에 조교수로 임용되었다. 1989년에는 포항공과대학교에 부임하여 1990년에 정교수가 되었다. 2022년에는 포항공과대학교 University professor로 선정되여 정년이 70세까지 연장되었다. 2013년에는 미국 수학회의 펠로우로 선정되었다.

## 연구 경력
최영주는 야코비 형식의 다양한 측면에 대해 연구해왔다. 특히 윈프리드 코헨(Winfried Kohnen)과 함께 카를 지겔의 결과를 일반화하여, 첨점 형식 푸리에 계수의 첫 번째 부호 변화에 대한 상한을 증명한 결과가 유명하다.

## 주요 논문
- Y. Choie, Y. Park and D. Zagier, Periods of modular forms on {\displaystyle \Gamma _{0}(N)} and Products of Jacobi Theta functions, Journal of the European Mathematical Society, Vol. 21, Issue 5, pp 1379 – 1410 (2019)
- R. Bruggeman, Y. Choie and N. Diamantis, Holomorphic automorphic forms and cohomology, Memoirs of the American Mathematical Society, 253 (2018), no. 1212, vii+167 pp. ISBN 978-1-4704-2855-6
- D. Bump and Y. Choie, “Schubert Eisenstein series”, American Journal of Mathematics Vol 136, No 6, Dec 2014, 1581-1608.
- Y. Choie and W. Kohnen, “The first sign change of Fourier coefficients of cusp forms”, American Journal of Mathematics 131 (2009), no. 2, 517-543.
- Y. Choie and D. Zagier, “Rational period functions for PSL(2, Z)”, Contempory Mathematics, A tribute to Emil Grosswald: Number Theory and Related Analysis, 143, 89-108, 1993.

## 저서
- 김빛내리 , 박문정 , 이홍금 , 정희선 , 최영주 (2016년 12월 30일). 《과학하는 여자들》. 메디치미디어. 232쪽. ISBN 979-1-157-06076-4.[9]
- YoungJu Choie, Min Ho Lee (2019년 11월 20일). 《Jacobi-Like Forms, Pseudodifferential Operators, and Quasimodular Forms》. Springer Cham. XV, 296쪽. ISBN 978-3-030-29123-5.
- YoungJu Choie, Min Ho Lee (2019년 12월 4일). 《Codes and Modular Forms: A Dictionary》. World Scientific. 232쪽. ISBN 978-9-811-21291-8.

## 기타 활동
2004년부터 현재까지 정수론 국제 학회지인 International Journal of Number Theory의 편집 위원을 맡고 있다. 2018년에 여성 수학자로는 최초로 대한민국 학술원 정회원으로 선정되었다. 2004년 포항공과대학교 권경환석좌교수로 선임되었으며 포항공과대학교 교수 평의회 의장 (2013), 포항공과대학교 수학과 주임교수 및 BK단장(2007-2009) 등을 역임하고 2022년에 포항공과대학교의 유니버시티 프로페서(POSTECH Univiersity professor)로 추대되었다.
수상 경력으로는 과학기술 훈장 혁신장(대한민국) (2022), 경암상 (경암교육재다) 수상 (2021), 대한수학회 학술상을 수상(2018)하였고, 교육부장관 우수연구표창 (2017, 교육부 ), 닮고싶고 되고 싶은 과학기술인 (2008, 과학기술부), 아모레퍼시픽 여성과학자상 (2007, 한국여성과학기술총연합회), 올해의 여성과학기술자상(2005, 과학기술부), 과학기술 우수연구 30선(2003, 과학기술부), 대한수학회 논문상(2002) 등이 있다.
기타 대한민국 국가과학기술자문회의 심의위원 (2019-2020), 엔씨소프트 사외이사 (2020-2023), 울산과학기술대학 비상임이사 (2018-2021, 2021-2024), 광주과학기술원 비상임이사 (2021-2024), 한국연구재단 비상임이사 (2018-2020), 교육부 이공분야 학술 연구 지원 종합 심의 위원회 교육부위원 (2018-2019), 한국여성과학기술단체총연합회 부회장, 감사(2018-2019, 2020-2021), 한국여성수리과학회 회장 (2017), 국제 수학 연맹 여성위원회 홍보위원 (2015-2020), 세계 수학자대회 준비위원, 조직위원 (2011-2015), 세계 여성수학자대회 지역 조직위원 (2014) 등을 역임하였다.